# Буров, Валентин Евгеньевич
Валентин Евгеньевич Буров (31 декабря 1938, СССР —16 апреля 2009, Москва, Россия) — советский и российский актёр театра и кино, заслуженный артист России (2005).

## Биография
Валентин Буров родился 31 декабря 1938 года. В 1960 году окончил Школу-студию МХАТ (курс П. В. Массальского), где учился вместе с Владимиром Высоцким. После окончания был принят в труппу Московского драматического театра имени А. С. Пушкина, в котором работал до конца жизни.
Скоропостижно скончался 16 апреля 2009 года в Москве. Урна с прахом актёра захоронена на Хованском кладбище (участок 24Г).

## Награды
- Заслуженный артист России (2005)

## Театральные работы
- «Свиные хвостики» — Франтишек
- «День рождения Терезы» — Хосе
- «Парусиновый портфель» — Слоняев
- «Метель» — Жаворонков
- «Драматическая песня» — Жухрай
- «Последние дни» — Данзас
- «Судьба человека» — Крыжнёв
- «Недоросль» — Скотинин
- «Дети солнца» — Егор
- «Невольницы» — Коблов
- «Закон вечности» — Булика
- «Мотивы» — Дрон
- «Иван и мадонна» — Петька
- «Крик» — Глухов
- «Любовь под вязами» — Симеон
- «Эвридика» — Директор
- «Сон в летнюю ночь» — Эгей
- «Призраки» — Раффаеле
- «Принцесса Брамбилла» — Импресарио
- «Дубровский» — Ведущий
- «Прошлым летом в Чулимске» — Помигалов
- «Семейный портрет в интерьере» — Артист
- «Ревизор» — Коробкин

## Фильмография
1. 1960 — Человек не сдаётся — Пётр Маринин, младший политрук (озвучил Александр Суснин)
2. 1962 — Семь нянек — Паша
3. 1968 — Интервенция — Бондаренко, большевик, скрывающийся под видом филёра
4. 1973 —  Война и люди. Часть 3: Окончание — ‘’советский связист
5. 1974 — Высокое звание (фильм 2-й «Ради жизни на земле») — эпизод
6. 1974 — Совесть — Степан Трофимович Волощук
7. 1982 — Не ждали, не гадали? — дежурный милиционер
8. 1987 — Байка — Костя
9. 1988 — Воскресенье, половина седьмого (2-я серия) — отец Евгения
10. 1988 — Радости земные — секретарь обкома партии
11. 1991 — Палата номер шесть — толстый пациент
12. 1996 — Возвращение «Броненосца» — Ковбасюк

### Озвучивание
1. 1968 — …И снова май! — Иван

## «Крылатые» реплики из фильмов
- Жить надо просто. Чтобы мы людей уважали, и чтобы люди нас уважали. («Семь нянек»).
- Хороший сын или бракованный - на склад не вернёшь, не обменяешь. («Семь нянек»).
- Человеку для счастья нужны две руки, голова и сердце. («Семь нянек»).
- Мальчик?.. Да в нём яду больше, чем в аптеке! («Семь нянек»).